# Mysingen
För andra betydelser, se Mysingen (olika betydelser).
Mysingen är en fjärd i Stockholms södra skärgård. 

## Beskrivning
Mysingen gränsar till Nynäshamn, Yxlö och Muskö i väster, Gålö i norr och Ornö, Utö, Rånö samt Nåttarö i öster. I norr över går Mysingen i Fåglaröfjärden och i söder slutar den i Danziger gatt där även ön Mällsten återfinns. I övrigt är Mysingen praktiskt taget fritt från öar med undantag från Mysingeholm. 
Landsortsleden som går genom Mysingen är den viktigaste farleden in mot Stockholm söderifrån.
Fjärden är omsjungen av Evert Taube i Vals på Mysingen.

## Mysingen från Gålö

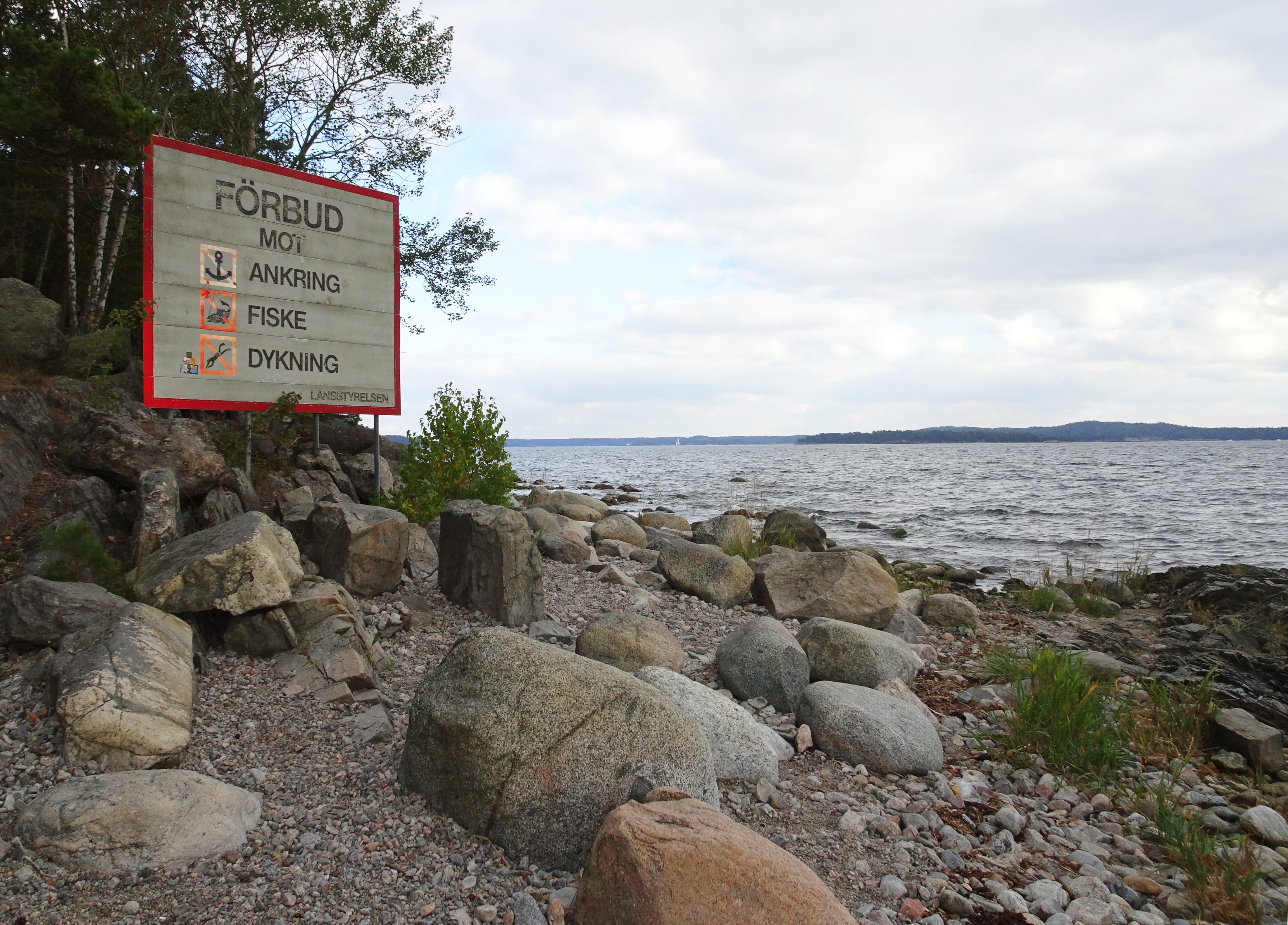
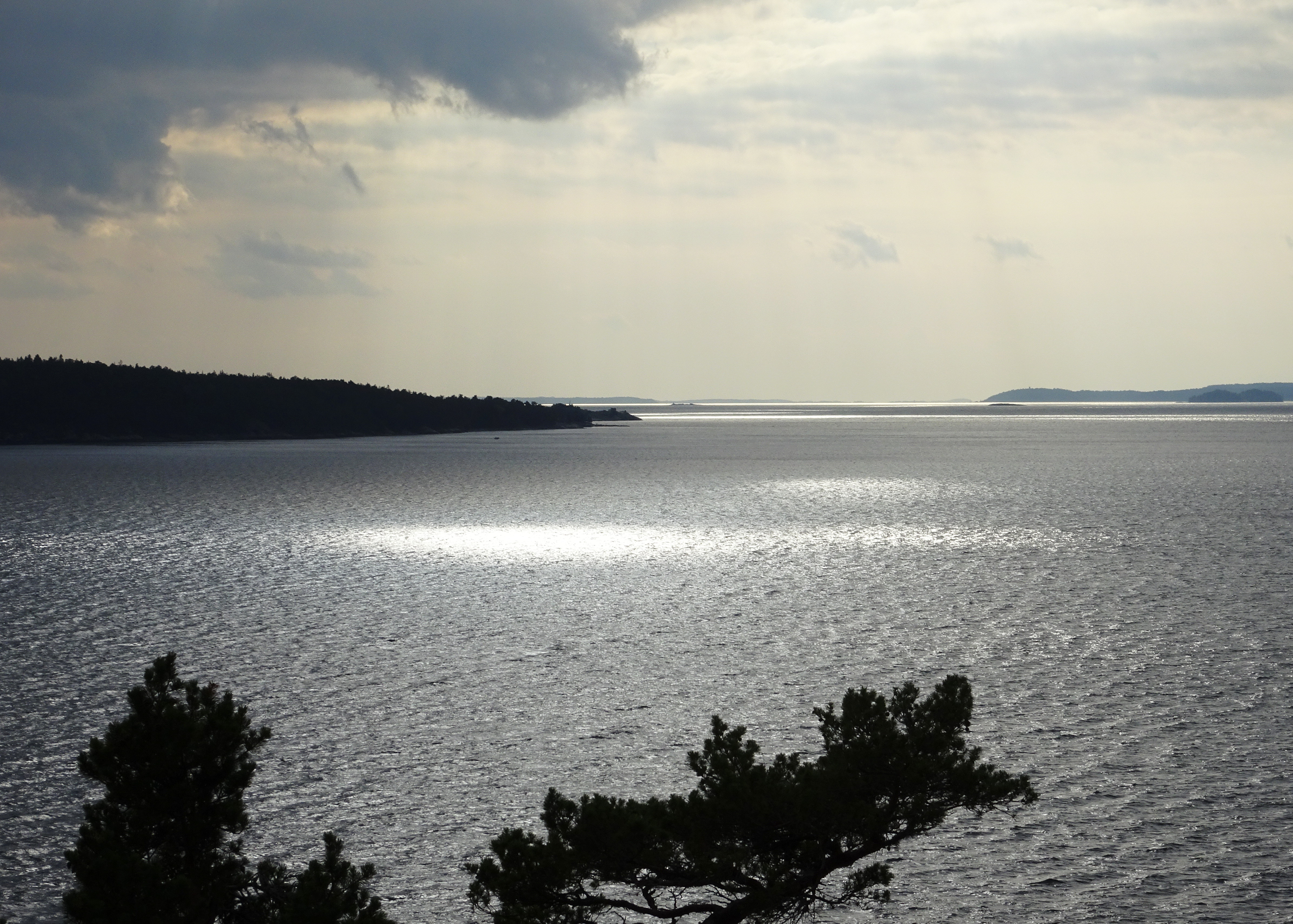
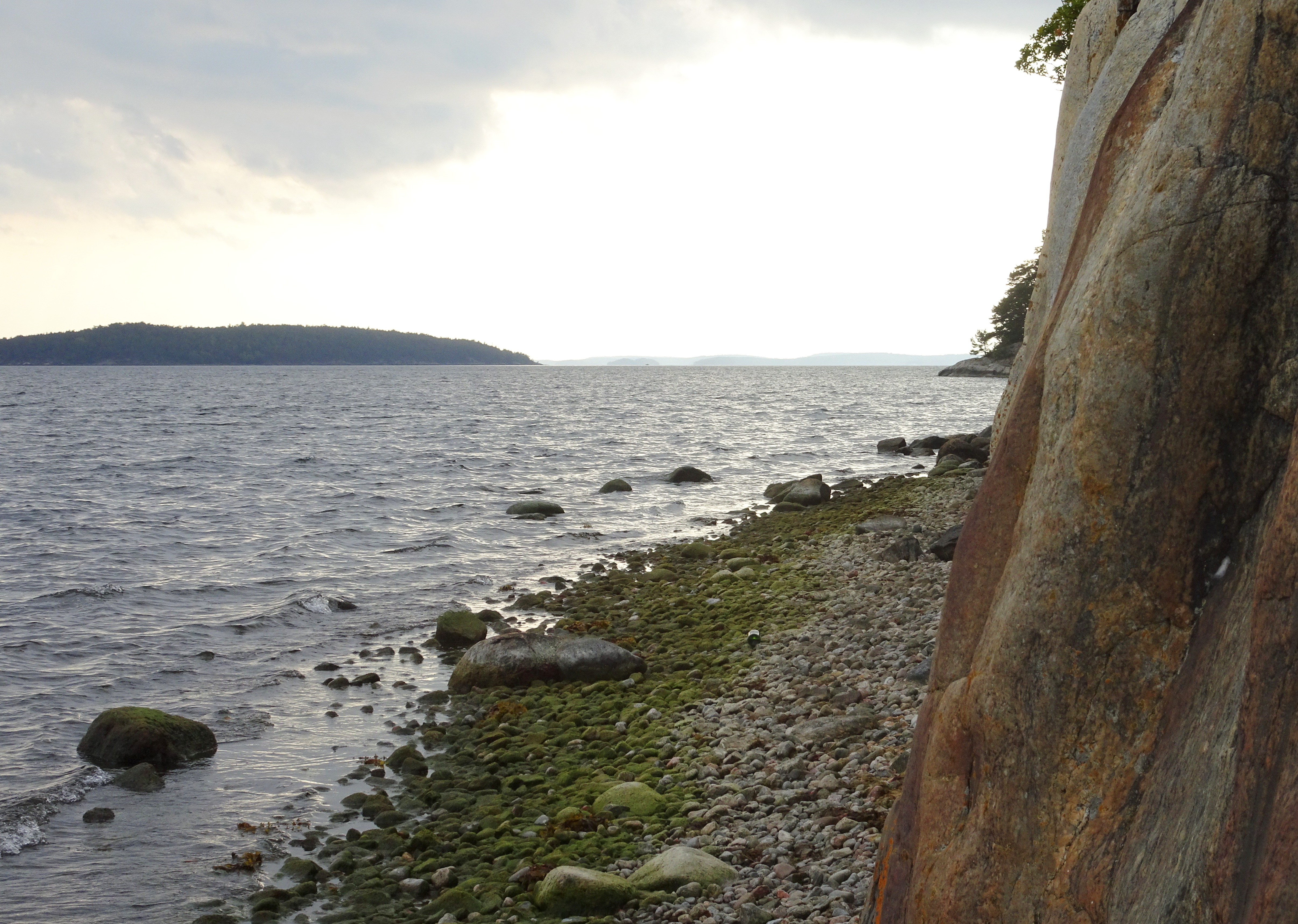